# Heinrich Pesch
Heinrich Pesch (ur. 17 września 1854 w Kolonii, zm. 1 kwietnia 1926 w Valkenburgu) – niemiecki teolog, jezuita, ekonomista i filozof.

## Życiorys
Uchodzi za jednego z propagatorów katolickiej nauki społecznej i solidaryzmu społecznego. Uważa się, że jego główne dzieło: pięciotomowy podręcznik do ekonomii narodowej (Lehrbuch der Nationalökonomie), wywarło wpływ na encyklikę Piusa XI "Quadragesimo anno". Nauczyciel Oswalda von Nell-Breuninga i Gustava Gundlacha.
W swoich publikacjach wykorzystywał wiedzę nabytą w trakcie studiów z zakresu teologii, filozofii i ekonomii. Będąc jezuitą cztery lata przebywał w Anglii, gdzie obserwował rozwój industrialnego, kolonialnego kapitalizmu, opartego na wyzysku robotników. Skierowano go także do Holandii i Luksemburga. Znał tezy Marksa i Karla Rodbertusa. Studiował pod kierunkiem Adolfa Wagnera i Gustava von Schmollera. Krytykował protestantyzm za jego inklinacje ekonomiczne i położenie podwalin pod egoistyczny liberalizm ekonomiczny. Społeczeństwo traktował jak romantycy, tj. jako żywy organizm. Opowiadał się za korporacjonizmem i prawem naturalnym - szczególnie zasadą solidarności międzyludzkiej. Kościół katolicki upatrywał w kategoriach ponadnarodowych (internacjonalistycznych) i równościowych, odbierając niejako argumenty socjalistom, którym zarzucał wzniecanie niepokoju społecznego. Podkreślał także znaczenie rodziny.
System ekonomiczny solidaryzmu Pescha miał stanowić alternatywę zarówno wobec indywidualistycznego liberalizmu jak i kolektywistycznego socjalizmu. Przez ekonomistów głównego nurtu nie był jednak postrzegany jako autentyczny i oryginalny. Powodem tego były przede wszystkim obawy o zbytnie jego obciążenie normami moralnymi czy wartościującymi. Pesch uznawał autonomię nauk ekonomicznych ale jednocześnie był przekonany, iż prawda jest niepodzielna i to co właściwe ekonomicznie powinno być zgodne z tym co prawdziwe na gruncie etyki. Nauczanie Pescha często zaliczane jest do nurtu tzw. ekonomii dobrobytu i wywarło wpływ na kształtowanie modelu społecznej gospodarki rynkowe w Niemczech Zachodnich po II wojnie światowej. Esencją solidarystycznego systemu Pescha jest teleologiczne, etyczne i normatywne podejście do ekonomii, odwołujące się do prawa naturalnego. Gospodarka narodowa według jego koncepcji skierowana jest na konkretny cel, którym jest jak najlepsze zaspokojenie potrzeb materialnych społeczeństwa. Konsekwentnie nauki ekonomiczne powinny więc pełnić funkcję normatywną  - wskazywania najlepszych dróg do osiągnięcia owego celu.